# Emilia Pikkarainen
Emilia Pikkarainen le 11 octobre 1992 à Vantaa, est une nageuse finlandaise. Elle s'est mariée le 10 septembre 2016 avec le pilote automobile finlandais Valtteri Bottas. Ce dernier annonce leur divorce en novembre 2019.

## Palmarès

### Championnats d'Europe

#### Grand bassin
- Championnats d'Europe 2016 à Londres (Royaume-Uni) :
  -  Médaille de bronze du relais 4 x 100 m quatre nages

#### Petit bassin
- Championnats d'Europe 2010 à Eindhoven (Pays-Bas) :
  -  Médaille de bronze du relais 4 x 50 m nage libre.

- Championnats d'Europe 2012 à Chartres (France) :
  -  Médaille d’argent du relais 4 x 50 m nage libre.